# Sudbury Neutrino Observatory

Logo di SNO

Il Sudbury Neutrino Observatory (SNO) è stato un importante esperimento canadese di fisica delle particelle per l'osservazione dei neutrini solari attraverso la loro interazione con acqua pesante.
L'esperimento è stato di grande importanza scientifica, in quanto ha risolto il problema dei neutrini solari concludendo che la sua soluzione è nelle oscillazioni di neutrino e che quindi il neutrino ha massa.
Il rivelatore era collocato circa 2 km sotto la superficie terrestre nella miniera Creighton, della società CVRD Inco, vicino alla città di Sudbury in Ontario nel Canada, da cui l'esperimento prende il nome.
In particolare il rivelatore era di tipo Čerenkov in tempo reale e funzionò dal maggio 1999, fino al 28 novembre 2006. Il giorno dopo che l'esperimento fu ufficialmente spento un terremoto inusualmente intenso di magnitudine 4,1 scosse la miniera dove è collocato SNO danneggiando le apparecchiature.  Dopo il 2006 la collaborazione SNO ha continuato ad analizzare i dati raccolti negli anni precedenti.
È previsto il riutilizzo delle strutture esistenti per l'esperimento SNO+.

## Motivazioni dell'esperimento
Le prime misure del flusso di neutrini solari che arrivano sulla Terra furono prese negli anni '60, e tutti gli esperimenti prima di SNO (Homestake, SAGE, GALLEX, Kamiokande, Superkamiokande) rivelarono da un terzo a metà dei neutrini in meno rispetto a quelli previsti dal modello solare standard. Questo effetto è conosciuto come problema dei neutrini solari. Per alcuni decenni sono state proposte molte soluzioni per spiegare l'effetto, una di queste è l'ipotesi delle oscillazioni del neutrino che prevede che i neutrini abbiano massa e possano cambiare sapore. Tutti i rivelatori di neutrini solari utilizzati prima di SNO erano sensibili principalmente o esclusivamente ai neutrini elettronici e non ai neutrini muonici o tauonici. L'esperimento SNO fu progettato per verificare l'ipotesi delle oscillazioni del neutrino, misurando contemporaneamente il flusso di neutrini elettronici, ma anche il flusso totale di neutrini, compresi quelli muonici e tauonici.
Nel 1984 Herb Chen dell'Università della California per primo sottolineò i vantaggi nell'usare l'acqua pesante come rivelatore per i neutrini solari. A differenza dei rivelatori precedenti, l'uso dell'acqua pesante consentiva di rivelare due tipi di reazioni, di cui una sensibile a tutti i sapori di neutrino. La miniera Creighton nei pressi di Sudbury, uno dei luoghi più profondi al mondo e con un basso fondo radioattivo, fu presto identificato come luogo ideale per costruire l'esperimento.
La collaborazione SNO tenne il suo primo incontro nel 1984. All'epoca era in competizione con la "KAON Factory" di TRIUMF per ottenere i finanziamenti federali, ma la larga varietà di università che appoggiavano SNO gli consentì di essere selezionata. Il via ufficiale fu dato nel 1990.
All'apertura ufficiale di SNO nel 1998 furono presenti fisici famosi e premi Nobel come Stephen Hawking, Bertram Brockhouse e Richard Taylor.

## Descrizione del rivelatore
Il rivelatore di SNO si trova sotto 2092 metri di roccia, equivalenti a 6010 metri di acqua.
Il bersaglio di SNO era composto da 1000 tonnellate di acqua pesante ultrapura contenuta in un contenitore sferico di 6 metri di raggio di polimetilmetacrilato (acrilico) spesso 5 cm. La sfera contenente l'acqua pesante era circondata da 9456 fotomoltiplicatori (PMT), ognuno di 20 cm di diametro, montati su una sfera geodetica in acciaio inossidabile con un diametro di 17,8 metri. Lo spazio esterno, una caverna con un diametro massimo di 22 metri, era riempito con 7300 tonnellate di acqua leggera ultrapura comprese 1700 tonnellate nello spazio tra la sfera di acrilico e i fotomoltiplicatori, che servivano come schermo dalla radioattività proveniente dall'esterno, dai muri, dai fototubi e da altri materiali utilizzati; inoltre l'acqua aiutava a sostenere il bersaglio con la spinta di Archimede.
L'osservatorio si trova alla fine di un lungo tunnel lungo 1,5 chilometri, soprannominato "SNO drift", che lo isola dal resto della miniera. Lungo il tunnel ci sono varie camere pulite. La maggior parte dell'impianto è Class 3000 (cioè meno di 3000 particelle da 1 µm o meno per ogni m³ d'aria), mentre la grotta finale contenente il rivelatore è di Class 1000.
La costruzione di SNO cominciò nel 1990 e fu completata nel 1998, i primi tre anni servirono per gli scavi, i successivi cinque per la costruzione, con un costo di 73 milioni di dollari canadesi (quasi 41 milioni di euro) con il supporto di vari istituti canadesi, statunitensi e inglesi. L'acqua pesante, per un valore di 330MC$, è stata prestata gratuitamente dalla Atomic Energy of Canada Limited (AECL) con la cooperazione di Ontario Power Generation e il sito è stato fornito da Inco Limited. La grande disponibilità di acqua pesante è dovuta alle centrali nucleari canadesi in gran parte di tipo CANDU che utilizzano acqua pesante.
L'esperimento non rivelava direttamente i neutrini, ma osservava tramite i fotomoltiplicatori la luce prodotta da elettroni ultrarelativistici nell'acqua pesante per effetto Čerenkov, prodotti in vari processi. L'esperimento SNO era sensibile a tre diverse reazioni con i neutrini, e studiando i rapporti tra i flussi dei neutrini rivelati con ognuna di queste reazioni l'esperimento fu in grado di verificare l'ipotesi dell'oscillazione dei neutrini.

### Riduzione del rumore
SNO era un esperimento in cui la riduzione del fondo radioattivo era di estrema importanza in quanto gli eventi che voleva osservare erano molto rari e non dovevano essere confusi con altri eventi dovuti alla radioattività di fondo. La più importante fonte di questo rumore erano le strutture permanenti all'interno della geosfera per il supporto dei fototubi e le sostanze radioattive disciolte nell'acqua.
Particolare cura è stata fatta nella scelta dei materiali a basso contenuto di Th-232 e U-238. Il fondo più problematico era dovuto ai fotoni da 2.61 MeV e 2.45 MeV e i relativi elettroni che sommandosi in coincidenza possono simulare un evento generato da un neutrino. Inoltre qualsiasi fotone sopra i 2.2 MeV può fotodisintegrare un deutone liberando un neutrone, che è indistinguibile da un neutrone prodotto nell'interazione di un neutrino in corrente neutra.
Altre cause di fondi radioattivi sono i raggi cosmici e la radioattività dei muri della caverna. I 6010 metri di acqua equivalente di roccia riducevano il flusso di raggi cosmici ad un livello trascurabile. Il flusso di muoni era di circa 1 all'ora.

### Purificazione dell'acqua
Il sistema per il trattamento dell'acqua era progettato per purificare l'acqua e contemporaneamente misurarne il livello di contaminazione. Il sistema era diviso in due parti, una per l'acqua leggera e una per l'acqua pesante. Quest'ultima è la più importante perché le reazioni avvengono proprio nell'acqua pesante, mentre quella leggera funge solo da schermo. Le strutture erano poste sottoterra, vicino al rivelatore. L'acqua leggera era fornita da un sistema di purificazione in superficie che forniva acqua potabile alla miniera. Quest'acqua conteneva sabbia, polveri, batteri, alghe, sali inorganici, molecole organiche e gas (N2, O2, CO2, Rn, ...). Sottoterra era poi trattata, purificata degassata e infine rigassata con azoto puro e raffreddata a 10 °C.
Particolare attenzione era rivolta ad elementi radioattivi come quelli della catena radioattiva dell'uranio e del torio che devono essere ridotti ad una concentrazione milioni di volte inferiore a quella naturale. Se un isotopo radioattivo decadesse nel rivelatore o nelle sue vicinanze il segnale potrebbe essere indistinguibile da quello prodotto da un neutrino. L'acqua esterna al rivelatore serviva per assorbire i raggi gamma e i neutroni prodotti dalla radioattività delle rocce. Nelle 1000 tonnellate di acqua pesante le impurità dovevano essere minori di 10−14g/g di acqua, mentre nelle 7000 tonnellate di acqua leggere il livello di impurità era mantenuto inferiore a 10−13g/g di acqua.
Tutti i materiali che componevano il rivelatore e che erano a contatto con l'acqua sono stati attentamente selezionali e analizzati per evitare contaminazioni radioattive. Nonostante questo l'acqua era purificata con una velocità di 100 litri al minuto. Il sistema di purificazione eliminava anche ogni attività biologica nell'acqua, poiché questo può compromettere la trasmittanza dei raggi UV nell'acqua.
Il sistema di purificazione usava una grande varietà di tecniche. I componenti principali erano unità a osmosi inversa ad alta pressione, ultra filtrazione, scambiatori di ioni, sterilizzazione a ultravioletti e degassamento a vuoto. Filtri speciali e speciali agenti sono stati sviluppati per rimuovere particolari elementi e per controllare il livello di impurità. Filtri al piombo e al Mn02 sono stati sviluppati per l'estrazione dei derivati dell'uranio e del torio.
Una delle maggiori funzioni del sistema per l'acqua pesante era di aggiungere e rimuovere un grande volume di sale. Quantità controllate di sale sono state aggiunte nella fase salata dell'esperimento.
L'acqua e l'acqua pesante erano isolate dall'aria del laboratorio tramite uno strato di azoto gassoso.

## Interazioni con i neutrini

### Interazioni con corrente carica
Con una interazione di corrente carica un neutrino converte un neutrone di un deutone in un protone. Il neutrino è assorbito nella reazione ed è prodotto un elettrone.
{\displaystyle \,\!\nu _{e}+d\to p+p+e^{-}}
I neutrini solari hanno energia minore della massa del muone e del tauone, quindi solo i neutrini elettronici possono partecipare a questa reazione. L'elettrone trasporta gran parte dell'energia rilasciata dal neutrino incidente, dell'ordine di 5-15 MeV, ed è rivelabile tramite la luce Cherenkov che produce. Il protone che è prodotto invece non ha energia sufficiente per essere osservato. Perché avvenga la reazione il neutrino incidente deve avere un'energia maggiore ad una soglia cinematica di 2mp+me-md = 1,442 MeV. In realtà l'esperimento è sensibile solo agli elettroni che hanno un'energia sufficiente da renderli distinguibili dal fondo ambientale e cosmico, in particolare deve essere maggiore di 5,5 MeV, che vuol dire che i neutrini incidenti devono avere un'energia minima di 6,9 MeV e quindi l'esperimento è sensibile solo ai neutrini solari prodotti nella reazione {\displaystyle {}^{8}\mathrm {B} \rightarrow {}^{8}\mathrm {Be} +e^{+}+\nu _{e}}.
Gli elettroni prodotti nell'interazione di corrente carica sono emessi in tutte le direzioni, ma c'è una leggera tendenza nella direzione opposta a quella di provenienza del neutrino.

### Interazioni con corrente neutra
Nel processo in corrente neutra (NC) un neutrino "rompe" il deutone in un protone e un neutrone.
{\displaystyle \nu _{\alpha }+d\to p+n+\nu _{\alpha }\quad \alpha =e,\mu ,\tau }
Il neutrino continua a perdere energia e tutti i tipi di neutrino possono partecipare all'interazione. Questo tipo di interazione è molto importante perché è sensibile a tutti i sapori di neutrino in eguale misura. Quello che viene rivelato è il neutrone attraverso una cattura neutronica.
L'acqua pesante ha una grande sezione d'urto per la cattura di neutroni, e quando un neutrone è catturato da un nucleo di deuterio viene prodotto un fotone di 6,25 MeV. La direzione del fotone è completamente non correlata alla direzione del Sole. Questo fatto può essere usato per discriminare questi fotoni da quelli prodotti per effetto Čerenkov negli altri processi. I fotoni prodotti daranno origine ad elettroni per effetto Compton che emetteranno fotoni per effetto Čerenkov che verranno rivelati.
La soglia dell'energia dei neutrini per questa reazione è di mp+mn-md = 2,224 MeV, quindi anche questa interazione è sensibile solo ai neutrini solari dell'{\displaystyle {}^{8}\mathrm {B} }. Questa reazione è la più importante in quanto misura il flusso totale di neutrini del {\displaystyle {}^{8}\mathrm {B} }. La capacità di misurare le reazioni in corrente neutra e in corrente carica separatamente è unica di SNO e rende possibile l'interpretazione dei risultati sperimentali indipendentemente dai calcoli teorici di astrofisica, in particolare dal Modello Solare Standard. Dal flusso di neutrini misurato attraverso questa reazione si può scoprire se il deficit di neutrini rivelato dagli altri esperimenti è dovuto al fatto che questi erano sensibili solo ai neutrini di tipo elettronico o se invece è dovuto al modello teorico.
Alcuni dei neutroni prodotti attraversano il vaso di acrilico e finiscono nell'acqua leggera, e poiché questa ha una grande sezione d'urto per la cattura neutronica questi neutroni sono catturati velocemente. Un raggio gamma di circa 2 MeV di energia è prodotto in questa reazione, ma poiché l'energia è al di sotto della soglia dei rivelatori non è osservato.

### Scattering elastico di elettroni

Scattering elastico dei neutrini attraverso corrente neutra

Scattering elastico dei neutrini elettronici attraverso corrente carica

Nel processo elastico (ES) un neutrino interagisce con un elettrone atomico e gli cede parte della sua energia.
{\displaystyle \nu _{\alpha }+e\to \nu _{\alpha }+e\quad \alpha =e,\mu ,\tau }
Tutti i tre tipi di neutrino possono partecipare a questa reazione attraverso lo scambio di un bosone Z, inoltre i neutrini elettronici possono partecipare con lo scambio di un bosone W. Per questa ragione l'interazione è dominata da neutrini di tipo elettronico, in particolare la sezione d'urto con un neutrino elettronico è circa 6 volte più grande di quella dello scattering con neutrino muonico o tauonico. L'elettrone prodotto punta usualmente nella stessa direzione del neutrino. Poiché questa interazione avviene con elettroni atomici essa avviene con la stessa probabilità sia in acqua leggera che in acqua pesante.
Questa reazione non ha una soglia per avvenire, in quanto le particelle nello stato iniziale sono le stesse nello stato finale. L'unico effetto è quello di ridistribuire l'energia e il momento tra le due particelle interagenti.
La soglia di rivelazione degli elettroni è uguale a quella nell'interazione in corrente carica, 5,5 MeV. La minima energia dei neutrini deve essere quindi di 5,7 MeV, che vuol dire che anche questa reazione è sensibile solo ai neutrini solari del {\displaystyle {}^{8}\mathrm {B} }.

## Fasi dell'esperimento
Fonti:.

### Fase D2O
La prima fase operò dal 2 novembre 1999 al 31 maggio 2001 per un totale di tempo vivo di 306,4 giorni. In questa fase il neutrone prodotto dalle reazioni in corrente neutra era rivelato attraverso la reazione:
{\displaystyle n+d\to {}^{3}\mathrm {H} +\gamma (6.25\mathrm {MeV} )}

### Fase salata
In questa fase furono aggiunte 2 tonnellate di NaCl all'acqua pesante. I dati furono presi dal 26 luglio 2001 al 28 agosto 2003, per un totale di 391,4 giorni di tempo vivo. In questo modo il neutrone prodotto nelle interazioni con corrente neutra era rivelato con:
{\displaystyle n+{}^{35}\mathrm {Cl} \to {}^{36}\mathrm {Cl} +{\text{alcuni }}\gamma (8.57\mathrm {MeV} )}
Questa reazione migliorò la rivelazione dei neutrini per tre ragioni:
1. aumenta l'efficienza di cattura neutronica (la sezione d'urto per neutroni termici passa da 0,5 mb per il deuterio a 44 b per il cloro-35) e quindi una maggiore statistica per le interazioni in corrente neutra;
2. l'energia maggiore dei fotoni emessi consente una misurazione migliore poiché sono più distanti dal fondo;
3. i fotoni ora emessi sono più isotropi e quindi più distinguibili da quelli emessi come luce Cherenkov emessa negli altri tipi di interazione.

### Terza fase
La terza faseiniziò nel novembre 2004 prevedeva l'uso di 300 contatori proporzionali all'elio-3 immersi nell'acqua pesante per rivelare i neutroni della interazione neutra (NC) poiché l'elio-3 ha un'alta sezione d'urto per la cattura di neutroni termici. Questa reazione produce una coppia energetica protone-trizio che è facilmente rilevata dal contatore proporzionale. In questo modo si è potuto misurare la reazione in corrente neutra (NC) in modo indipendente e più preciso rispetto alle altre fasi.
36 stringhe di contatori proporzionali sono stati immersi nell'acqua pesante. Altre 4 riempite con elio-4, insensibili alla reazione in corrente neutra, sono state usate per studiare il fondo. Tutti i contatori proporzionali sono stati immersi nell'acqua pesante. Sei stringhe all'elio-3 non furono usate a causa di difetti.
I rivelatori (fotomoltiplicatori e i contatori proporzionali) sono stati calibrati usando sorgenti di neutroni (tra cui Cf-252, Am-241, Na-24); l'efficienza di rivelazione dei neutroni fu misurata usando l'isotopo Na-24 sotto forma di NaCl, disciolto nell'acqua pesante che produce fotoni che per fotodisintegrazione producono sul deuterio neutroni (Na-24 ha un tempo di dimezzamento breve, 14.959 ore). Questa efficienza per i contatori proporzionali (0.211) era molto maggiore di quella per i fotomoltiplicatori (0.0485). Grazie a questo la precisione delle misure in questa fase fu molto migliore. D'altra parte l'introduzione dei fototubi fece aumentare il livello del fondo radioattivo.

## Risultati sperimentali e impatto
Il 18 giugno 2001 fu pubblicato il primo risultato di SNO, primo di una serie riguardanti la fase D2O, confermando il deficit di neutrini solari osservata già precedentemente. Le misura in corrente neutra (NC) del flusso totale di neutrini attivi dimostrò che circa due neutrini elettronici solari su tre cambiavano il loro sapore in muonico o tauonico durante il tragitto dal Sole fino al rivelatore.
Infatti il flusso totale misurato dei neutrini di qualsiasi sapore concorda con quello calcolato teoricamente, mentre il flusso dei neutrini elettronici è circa un terzo rispetto a quello di tutti i neutrini. Poiché il Sole produce solo neutrini elettronici significa che i 2/3 dei neutrini elettronici hanno cambiato sapore dal momento della loro creazione all'interno del Sole sino alla rivelazione. Questa transizione di sapore è spiegabile attraverso le oscillazioni di neutrino e implica che il neutrino abbia una massa non nulla. Questi importanti risultati sono stati confermati in modo più preciso dalla fase salata. In definitiva l'esperimento SNO dimostrò che il problema dei neutrini solari è dovuto alle oscillazioni di neutrino.
L'esperimento era sensibile prevalentemente ai neutrini del {\displaystyle {}^{8}\mathrm {B} } ma furono analizzati anche i neutrini hep e neutrini provenienti da supernove. L'esperimento non ha evidenziato variazioni stagionali oltre a quelle dovute all'eccentricità dell'orbita terrestre, quindi le oscillazioni nel vuoto non sono sufficienti a spiegare le transizioni, ma è necessario includere gli effetti di materia, per esempio con effetto Micheev-Smirnov-Wolfenstein (MSW). A prova di questa soluzione è stata valutata un'asimmetria del flusso diurno e notturno non nulla.
I risultati dell'esperimento hanno avuto un grande impatto, come evidenziato dal fatto che due articoli di SNO sono citati circa 1400 volte, e altri due circa 500 volte.

### Premi
- Il 26 aprile 2007 l'Istituto Franklin premiò il direttore dell'esperimento Arthur McDonald con la Medaglia Benjamin Franklin in fisica.[32] "For their discovery that the three known types of elementary particles, neutrinos, change into one another when traveling long distances and have mass."[33] ("per la loro scoperta che i tre tipi conosciuti di neutrino cambiano da uno all'altro quando percorrono lunghe distanze ed hanno massa.")
- Il 15 novembre del 2006 a tutto il gruppo di SNO fu assegnato il premio inaugurale John C. Polanyi[34][35][36].
- Il direttore Arthur McDonald è stato nominato Ufficiale dell'Ordine del Canada.[37]
- Nel luglio 2009 il direttore Arthur McDonald è stato nominato "Fellowship of the Royal Society".[38][39]
- Nel 2015 Arthur McDonald ha vinto il premio Nobel per la fisica, insieme a Takaaki Kajita di Kamiokande, per la scoperta dell'oscillazione dei neutrini[40][41].

## Altre possibili analisi
Il rivelatore SNO avrebbe potuto avere la capacità di rivelare una supernova nella nostra galassia. Poiché i neutrini emessi da una supernova sono emessi prima dei fotoni, sarebbe stato possibile avvertire la comunità astronomica prima che la supernova fosse visibile. SNO fu un membro fondatore del SuperNova Early Warning System con Super-Kamiokande e LVD. Nessuna supernova è stata mai rivelata. I segnali sono raccolti da un sistema centrale in Giappone per poter essere studiati per cercare coincidenze temporali tra diversi esperimenti e la comunità astronomica può essere allertata nel caso di una supernova. Tutto ciò è importante perché i neutrini possono precedere la luce di diverse ore.
L'esperimento SNO fu anche in grado di osservare i neutrini atmosferici prodotti dai raggi cosmici in atmosfera. A causa della dimensione limitata di SNO a differenza di Super-Kamiokande pochi segnali di neutrini atmosferici furono rivelati e non avrebbero avuto una importanza statistica.

## Istituti partecipanti
Solitamente i grandi esperimenti di fisica delle particelle richiedono grandi collaborazioni. Con poco più di 100 collaboratori SNO fu un gruppo piuttosto ristretto in confronto ai gruppi che operano ai collisori. Gli istituti partecipanti includono (tra parentesi il numero di collaboratori)

### Canada
- Carleton University (13)
- Laurentian University (9)
- Queen's University (35) - progettazione e costruzione di molte sorgenti di calibrazione e dei dispositivi per il supporto delle sorgenti.[senza fonte]
- TRIUMF (1)
- University of British Columbia (4)
- University of Guelph (6)
- National Research Council of Canada (dal 1991)
- Chalk River Laboratories (dal 1996) - consentirono alla costruzione del vaso di acrilico che conteneva l'acqua pesante.[senza fonte]

### Regno Unito
- University of Oxford (16) - sviluppo di molte analisi di simulazioni Monte Carlo con il programma SNOMAN, e mantenimento del programma[senza fonte]
- Science Technologies Facility Council (STFC) Rutherford Appleton Laboratory

### Stati Uniti d'America
- LBNL (11) - consentì la costruzione della struttura geodetica che sorreggeva i fotomoltiplicatori[46]
- LANL (10)
- University of California at Irvine (dal 1989)
- University of Pennsylvania (9) - progettazione e costruzione dell'elettronica e dei trigger[senza fonte]
- University of Washington (21) - progettazione e costruzione dei contatori proporzionali per il rivelamento dei neutroni nella terza fase del progetto[senza fonte]
- Brookhaven National Laboratory (4)
- University of Texas at Austin (1)
- Massachusetts Institute of Technology (6)
- Princeton University (dal 1992)
- Indiana University South Bend (1)
- Louisiana State University (1)

### Portogallo
- Laboratório de Instrumentação e Física Experimental de Partículas (LIP) Lisbon

### Finanziamenti
Finanziamenti
- Natural Sciences and Engineering Research Council (4 MC$)[47]
- U.S. Department of Energy
- Particle Physics and Astronomy Research Council
- Science and Engineering Research Council
- National Research Council of Canada
- Provincia dell'Ontario
- Northern Ontario Heritage Fund Corporation
- Industry Canada

#### Altri supporti
- INCO Limited
- Atomic Energy of Canada Limited (AECL)
- National Sciences and Engineering Research Council of Canada (NSERC)
- Agra-Monenco
- Canatom
- Canadian Microelectronics Corporation
- Northern Telecom
- Ontario Power Generation
- High Performance Computing Virtual Laboratory (HPCVL)
- Canada Foundation for Innovation (CFI)
- Canada Research Chair (CRC)
- WestGrid
- National Energy Research Scientific Computing Center (NERSC)
- Parallel Distributed Systems Facility (PDSF)
- Science and Technology Facilities Council (STFC)
- Fundação para a Ciência ea Tecnologia (FCT)

## Curiosità
- L'asteroide 14724 SNO porta il nome dell'esperimento.
- SNO è l'ambientazione principale di "Neanderthal Parallax", una trilogia fantascientifica dello scrittore canadese Robert J. Sawyer.